# コンピュータシステム
コンピュータシステム（英:Computer System）とは、数値計算やデータ処理などを行うシステム、または制御にコンピュータを利用した制御システムの名称である。

## 概要
コンピュータは、種種のハードウェアやソフトウェアなどを組み合わせて動作する。このため、コンピュータの動作に必要なもの（コンピュータの本体などを含む）を「複数の構成要素からなるシステム」として捉え、これらを一体的に扱って設計・運用・改善しようとする。
通例、コンピュータシステムには、構成要素としてハードウェアとソフトウェアが必ず含まれ、社会の情報化によって現代社会において、ルーターなどの通信機器などもコンピュータシステムの構成要素とされるようになってきている。
コンピュータシステムは、業務の高速化を目的に積極的な活用が行われており、情報システムの性能にも大きく関わっている。コンピュータシステムは、各種業務を行っている情報システムの基盤でもあり、一般の市民も利用する、銀行などの預貯金（勘定系）システム、列車や飛行機など交通機関の座席予約システム、図書館の蔵書の検索貸出システムなどの情報システムを円滑に動作させる上できわめて大きな位置を占めている。
21世紀の現代では、コンピュータシステムが社会基盤や経済活動、日常生活に深く関わっており、とりわけ銀行や証券会社など金融機関のコンピュータシステムの不具合が発生すると業務の停止・遅延などが生じるため、日常生活や経済活動に対する影響力も強い。
以下では主として企業内、乃至、企業間システムについて解説する。

## コンピュータシステムの類型
処理の組み合わせとしては以下がある（他にも多種多様なコンピュータシステムがあるが、我が国の一部の業界的な認識では、これらが主流であり、これらに分類されないものは瑣末ということのようである）。
- オンラインリアルタイム
- オンラインバッチ
- オフラインバッチ（純バッチ）

実際のシステムでは、用途に応じてこれら複数の処理を組み合わせる。例えば銀行では、ATMからの入出金などはオンラインリアルタイム、口座振替などはオンラインバッチ、月次帳票やマスタメンテなどは純バッチを組み合わせる。

### オンラインリアルタイム（即時）システム
データ処理に即時性が求められる銀行などの預貯金、交通機関などの予約、在庫・売上管理など。基本的には入力するトランザクションごとに処理が行われ結果が返される。トランザクション単位の整合性を確保するため、トランザクション処理システムとデータベース管理システムを組み合わせる事が一般的である。
- マルス - JR鉄道駅や大手旅行会社などの「みどりの窓口」
- 金融機関のオンラインシステム - 勘定系システム、全国ATM網など
- コンビニエンスストアなどのチェーンストアにおける売上管理

### バッチ（一括処理）型システム
かつて通信回線やハードウェアの費用が高額であった時代（1980年代まで）には、データの処理に必ずしも即時性を要求されない業務（在庫・売上管理や財務処理など）には、1日毎のバッチ処理が多く行われていた。しかし、コンピュータ能力の向上と通信回線費用の低下やより一層の業務の効率化の目的から、財務や経営に関する各種資料を即時に近い形で要求されることが多くなったため、バッチ処理による業務処理は減ってきている。2005年現在では、日次、週次、月次（給与計算など）、上半期・下半期、年次の還元・統計資料を作成する業務に多く使われている。

#### オフラインバッチ（純バッチ）
純粋なバッチであり、データの入力がテープメディアなどオンラインではないもの、またはシステム占有の形で（オンラインリアルタイムの時間外に）行うもの。取引先からの大量データの一括処理など。いかにコンピュータが低価格化しても、バッチの方がハードウェア・開発・運用の費用は少ないため、バッチ占有時間が確保できるシステムでは使われている。

#### オンラインバッチ（オンバッチ）
業務的にはバッチ（一括処理）であるが、システム内部ではオンラインリアルタイムのように（トランザクションとして）処理されるため、オンラインリアルタイムのサービス時間中でも整合性を保持して実行できる。銀行の口座振替処理など。センターカットと呼ぶ事もある。代表的な構成に、メインフレーム/汎用コンピュータでのトランザクション処理システムであるCICSやIMSやKAIを使ったものがあり、バッチ自体はバッチ領域で動くが、トランザクションとしてオンラインと並行して稼動する。